# GHOST (americký bezpilotní letoun)
GHOST (zkratka pro Hybrid-Electric Propulsion Ducted Fan Next-Generation Intelligence, Surveillance, Reconnaissance/Strike Unmanned Aerial System) je vývojový projekt amerického bezpilotního letounu nové generace s hybridním pohonem, na kterém pracuje společnost General Atomics Aeronautical Systems, Inc. (GA-ASI) ve spolupráci s Air Force Research Laboratory (AFRL).

## Přehled
Projekt GHOST představuje technologický posun v oblasti vojenského letectví, konkrétně v oblasti průzkumných a úderných bezpilotních prostředků. Letoun má být vybaven hybridně-elektrickým pohonným systémem s krytými ventilátory, což zajišťuje velmi tichý chod a nízkou infračervenou i akustickou signaturu. Tato vlastnost má zásadní význam pro nasazení v prostředí s vysokou mírou elektronického i fyzického sledování.
GHOST se vyvíjí jako vysoce efektivní prostředek schopný operací v tzv. „contested environments“ – tedy v oblastech, kde je výrazné riziko detekce, rušení nebo fyzického zásahu.

## Technické parametry (plánované)
- Typ pohonu: kombinace spalovacího motoru a elektrických motorů napájených generátorem[3]
- Konfigurace: letoun typu „létající křídlo“ s nízkou radarovou stopou[2]
- Dolet / výdrž ve vzduchu: až 60 hodin (plánováno)[1][2]
- Úkoly: průzkum (ISR), úderné mise, operace v nepřátelském vzdušném prostoru[4]
- Další prvky: možnost provozu z krátkých a nezpevněných drah (cca 900 m), modulární architektura, nízká vizuální a radarová detekovatelnost[3]

## Vývoj
Kontrakt na vývoj GHOST byl oznámen 27. května 2025 a má hodnotu 99,3 milionu dolarů. Projekt je veden jako sole source acquisition, tedy bez veřejné soutěže. Finanční prostředky pocházejí z výzkumného a vývojového rozpočtu amerického letectva pro fiskální rok 2024. Práce na vývoji probíhají v kalifornském Poway a dokončení projektu je plánováno na srpen 2028.
Společnost General Atomics uvedla, že systém vzniká jako přímá odpověď na rostoucí potřebu tichých a vysoce výkonných platforem, které budou schopny působit samostatně, autonomně a bez nutnosti nepřetržitého spojení s řídicími středisky.
GHOST částečně navazuje na dřívější návrhové koncepce společnosti General Atomics, jako je MQ-Next nebo Gambit 4, které se zaměřují na vysokou výdrž, stealth design a schopnost nasazení bez závislosti na rozsáhlé infrastruktuře.

## Kontext
Projekt GHOST vznikl v reakci na rostoucí potřebu amerického letectva nahradit starší platformy typu MQ-9 Reaper, které jsou považovány za zranitelné v prostředí s pokročilou protivzdušnou obranou. GHOST má nabídnout výrazně vyšší míru přežití, flexibilitu nasazení a schopnost fungovat samostatně i v tzv. „denied areas“, tedy v oblastech s omezeným přístupem nebo ztrátou spojení.
Podobné technologie vyvíjejí i jiné společnosti. Například Scaled Composites, dceřiná společnost Northrop Grumman, pracuje na hybridně poháněném letounu XRQ-73 v rámci programu DARPA SHEPARD.